# Katilinina urota
Katilinina urota je urota koja se dogodila 63. pr. Kr. u Rimskoj Republici. Lucije Sergije Katilina bio je osiromašeni nobil (plemić) i političar i bivši Sulin pristaša koji je, nakon niza poraza na izborima za konzula, silom odlučio 63. pr. Kr. zajedno s drugim plemićima uništiti Senat, srušiti Rimsku Republiku i uspostaviti diktaturu.
Njegovu namjeru otkrio je poznati govornik, tadašnji konzul, Marko Tulije Ciceron, koji je bio zagovornik konzervativne republikanske politike (optimat!) i koji je svoj govor u Senatu protiv Katiline započeo poznatom rečenicom «Quousque tandem abutere, Catilina, patientia nostra? (Dokle ćeš, Katilino, zlorabiti strpljivost našu?)» Također, držeći taj govor protiv Katiline, Ciceron je uzviknuo svoju poznatu sentenciju «O tempora o mores!», kojom se i nakon njega osuđuju loši običaji nekog vremena. Za tu urotu Ciceron je optužio i Krasa i Cezara. Ne zna se je li istina da su oni sudjelovali u toj uroti. Iako je Ciceron zatražio smrtnu kaznu, obojica su oslobođeni. Najvjerojatniji razlog oslobađanja su Krasove brojne veze u Senatu. Petorica Katalinih bliskih suradnika i prijatelja poslani su u smrt bez suđenja. Katilina je pobjegao u Etruriju, no sljedeće godine dolazi do bitke u kojoj on i njegove pristaše pogibaju. Ciceron je za svoje zasluge dobio naziv pater patriae (otac domovine).